# غارة جوية على مركز طبي في وسط بيروت (أكتوبر 2024)
في 4 أكتوبر 2024، شنّت قوات الاحتلال الإسرائيلية غارة جوية على مركز طبي في وسط بيروت، وذلك في إطار الغزو الإسرائيلي للبنان 2024، مما أسفر عن مقتل ما لا يقل عن تسعة أشخاص وإصابة أكثر من 14. ووفقًا لمجموعة الدفاع المدني المرتبطة بحزب الله، قُتل سبعة أعضاء من الطاقم الطبي، بما في ذلك اثنان من المسعفين. وادعت إسرائيل أنها استخدمت الفوسفور الأبيض في الهجوم على المركز الطبي.

## غارة جوية
وقعت الغارة الجوية في الساعات الأولى من 4 أكتوبر 2024. تسبب الهجوم الإسرائيلي على المركز الطبي في اندلاع حريق في شقة في منطقة بشورة السكنية، بالقرب من مقر الأمم المتحدة في لبنان، ومكتب رئيس الوزراء، والبرلمان اللبناني. كان المركز الطبي يقع في الطابق الثاني من مبنى مكون من 12 طابقًا، وكان تابعًا للمنظمة الإسلامية للصحة، التي ترتبط بحزب الله. وفقًا لخبراء حقوق الإنسان، فإن الانتماءات إلى حزب الله وأمل لا تؤثر على وضع المستشفيات المحمي بموجب القانون الدولي. قالت إسرائيل إنها استهدفت "أصول" حزب الله، لكنها لم تصدر أمرًا بالإخلاء قبل الضربة.

### استخدام الفوسفور الأبيض
أفاد سكان لبنانيون برائحة تشبه الكبريت بعد الغارة الجوية. واتهمت وكالة الأنباء الوطنية اللبنانية، التي تديرها الدولة، إسرائيل باستخدام غير قانوني لقذائف الفوسفور الأبيض بموجب القانون الدولي.

## ردود الفعل
تمت إدانة الضربة باعتبارها انتهاكًا للقانون الدولي من قبل وزير خارجية الاتحاد الأوروبي، جوزيب بوريل، الذي قال إن قوات الدفاع الإسرائيلية "استهدفت مرة أخرى العاملين في مجال الرعاية الصحية" وقتلت مدنيين في منطقة ذات كثافة سكانية عالية.